# ステーブルフォード
ステーブルフォード (Stableford) はゴルフのスコアリング方法の一つ。ストロークプレーにおいて、トータルのストローク数をカウントするのではなく、各ホールごとにそのストローク数を基に点数（ポイント）を記録する。従来法では最少スコアを得ることが目的であるのに対し、ステーブルフォードでは最高ポイントを得ることが目的になる。 

## 概要
このスコア方法は、フランク・バーニー・ゴートン・ステーブルフォード博士（Dr. Frank Barney Gorton Stableford、1870年 – 1959年）により発案され、一つあるいは二つだけの極端にスコアが悪いホールのためにゴルファーがそのラウンドを放棄してしまうことを抑止するものだった。1898年にウェールズのペンアルス (Penarth) にあるグラモーガンシャーゴルフクラブ (Glamorganshire Golf Club) で非公式であるが初めて使われた。1932年、イングランドのウォラシー (Wallasey) にあるウォラシーゴルフクラブで試合に使用された。試合に使用されるまでに長期間を要したのは、ステーブルフォード博士がグラモーガンシャーとウォラシーのメンバーであったが、その中間の1920年代のほとんどをウェールズのアングルシーゴルフクラブ (The Anglesey Golf Club) のメンバーとして過ごしたことがその理由となっている。 
ステーブルフォードでは、ポイントを獲得できる見込みがなくなったらカップインまでプレーする必要はなく、単にボールを拾い上げて次のホールに進むことができるため、プレーのペースを速めることができるという利点がある。クラブレベルの試合、特に英国ではこの形態でのプレーに人気がある。これは、時折多くのストロークを費やす酷いホールを生じさせてもまだ挽回が可能であることがその理由となっている。 

## スコアリング
各ホールで与えられるポイント数は、実際に費やした打数と基準ストローク数（大抵はそのホールのパー数）を比較して実打数がどれだけ良い / 悪いかにより決定される。この基準ストローク数はプレーヤーのハンディキャップにより調整することもできる。調整後の基準ストローク数に対して2打以上多く打った場合、もうポイントは得られないので、そのホールを放棄して次のホールに進んでよい。このことによりいくつかの悪い（酷い）ホールがあっても十分に挽回するチャンスがある。ラウンド終了時、各ホールで得たポイント数を合計してこれをそのラウンドのスコアとする。一番多くのポイントを得た者が勝者となる。最終スコアは競技用に考案された「競技ステーブルフォード調整 (Competition Stableford Adjustment)」システムを用いて修正されることもある。 
英国では、各ホールに1から18までの数値で表示されているストロークインデックス (stroke indexes, SI) に従って基準スコアが調整される。例えばハンディキャップ12の選手は SI が 1 から 12 までのホールではパーの数値に1を加えて基準スコアとする、またハンディキャップ 24 の選手では SI が 1 から 6 までのホールではパー数に2を加え、残りのホールでは1を加えて基準スコアとする。ハンディキャップがプラス数値のプレーヤーは SI の大きいホールから順に1を引き算する。 
R&A および USGA（米国ゴルフ協会）が指定する、ホールごとに付与されるポイント数は次のとおりとなっている。 
| ポイント | 調整後基準スコアに対するストローク数 |
| -------- | ------------------------------------ |
| 0        | 2ストロークオーバー、または記録なし  |
| 1        | 1ストロークオーバー                  |
| 2        | 同一ストローク数                     |
| 3        | 1ストロークアンダー                  |
| 4        | 2ストロークアンダー                  |
| 5        | 3ストロークアンダー                  |
| 6        | 4ストロークアンダー                  |

このバージョン（リニアスコア）のステーブルフォードはダブルボギー (+2) より打数の多いホールは存在しないという以外は通常のストロークプレーと本質的には同じである。 

### モディファイド（修正）ステーブルフォード
上記標準ステーブルフォードに対して、異なるポイントレベルを設定したのがモディファイド（改良）ステーブルフォード (Modified Stableford) であり、高ポイントの出るシステムである。プロゴルフでは2019年のPGAツアーにおけるバラクーダ選手権で用いられたスコアテーブルを下記に示す。 
| ポイント | パーに対するストローク数                          |
| -------- | ------------------------------------------------- |
| +8       | アルバトロス （3ストロークアンダー）              |
| +5       | イーグル （2ストロークアンダー）                  |
| +2       | バーディー （1ストロークアンダー）                |
| 0        | パー                                              |
| −1       | ボギー （1ストロークオーバー）                    |
| −3       | ダブルボギーまたはそれ以上（2ストロークオーバー） |

このポイントスケールはパーより多く打った際のペナルティーよりもアンダーパーのスコアがより高ポイント付与につながるので積極的プレーが促進される。最大打数は2オーバーパー、あるプレーヤーがパーより1打多く打った時点でコンシードしてボールをピックアップしてダブルボギーとし、次ホールに進むことが許される。 

## プロのトーナメント
ステーブルフォードシステムを採用するプロトーナメントはほとんどない。 
PGAツアーでステーブルフォードを初めて採用したのはコロラドのジインターナショナル (The International) で、プロの技量レベルに合わせたモディファイドステーブルフォードで積極的なプレーを奨励したが、21年後の2006年限りでこの大会は無くなってしまった。モディファイドステーブルフォードがPGAツアーに戻ってきたのは2012年のリノタホオープン (Reno-Tahoe Open) で、いずれのトーナメント会場も高度の高い場所にある。 
ヨーロピアンツアーでは、2002年から3年間開催されたANZ選手権 (ANZ Championship) で、ジインターナショナルと同じモディファイドステーブルフォードが使用された。サンシャインツアーのインベステックロイヤルスワジオープン (Investec Royal Swazi Open) は2003年からステーブルフォードが続いている。チャンピオンツアーでは二つの大会でステーブルフォードが短期間採用された（ロイヤルカリビアンクラシック (Royal Caribbean Classic) では2000年と2001年、ユナイティングフォアケアクラシック (Uniting Fore Care Classic) では2002年）。後者は当該トーナメントの廃止を何とか避けようとする最後の試みの一つだった。 
ネバダ州ステートラインのエッジウッドタホゴルフコース (Edgewood Tahoe Golf Course) で行われた有名なトーナメントであるアメリカンセンチュリーチャンピオンシップ (The American Century Championship) は、2004年以降モディファイドステーブルフォードスコアリング形式を使用している。ここもまた、高地にある。 
LPGAシーズンオープニング大会の一部であるダイヤモンドリゾーツトーナメントオブチャンピオンズ (Diamond Resorts Tournament of Champions) の「セレブリティ及びアマチュアの部 (celebrity and amateur division)」は、モディファイドステーブルフォードシステムで行われる。最大スコアはダブルボギーとなっている。 
日本ゴルフツアー機構（JGTO）ツアー大会では1998年の「アコムインターナショナル」を最後に長らく採用されていなかったが、2022年より新設された大会である「For The Players By The Players」がこの方式を採用している。